# Dimitrios Kiusopulos
Dimitrios Ilia Kiusopulos (gr. Δημήτριος Κιουσόπουλος; ur. 17 listopada 1892 w Andritsainie, zm. 20 stycznia 1977 w Atenach) – grecki polityk i prawnik, premier Grecji w roku 1952.

## Życiorys
Po ukończeniu studiów prawniczych na Uniwersytecie Ateńskim, od 1917 pracował jako radca prawny, a od 1935 jako sędzia sądu apelacyjnego. W latach 1939-1940 jako zastępca prokuratora zaangażował się w działania na rzecz wydalenia z Grecji albańskich Czamów, a także osądzenia tych, którzy mieli prowadzić działalność spiskową. W 1945 reprezentował stronę grecką w procesach norymberskich.
W latach 1950-1961 pełnił funkcję prokuratora w Sądzie Najwyższym. W sierpniu 1951, przez kilka miesięcy pełnił funkcję ministra spraw wewnętrznych. Po dymisji Plastirasa w 1952, Kiusopulos stanął na czele rządu przejściowego, którym kierował przez 39 dni do wyborów parlamentarnych. W 1962 przeszedł na emeryturę. Zmarł w Atenach.